# Dean Burk
Pour les articles homonymes, voir Burk (homonymie).
Dean Burk (21 mars 1904 - 6 octobre 1988) était un biochimiste américain, chercheur médical et chercheur sur le cancer à l'Institut Kaiser-Wilhelm et au National Cancer Institute. En 1934, alors qu'il travaille avec Hans Lineweaver (en) sur les réactions enzymatiques, les deux hommes collaborent avec le statisticien W. Edwards Deming  sur la représentation graphique de leurs données, ce qui conduit au développement du diagramme de Lineweaver–Burk.

## Biographie

### Famille
Dean était le deuxième des quatre fils nés de Frederic Burk, le fondateur de la San Francisco Normal School, une école préparatoire pour les enseignants qui est finalement devenue l'université d'État de San Francisco. Il est entré à l'université de Californie à Davis à l'âge de 15 ans. Un an plus tard, il a été transféré à l'université de Californie à Berkeley, où il a obtenu son B.S. en entomologie en 1923. Quatre ans plus tard, il a obtenu un doctorat en biochimie.

### Carrière professionnelle
Burk a rejoint le département de l'Agriculture en 1929 en travaillant dans le Laboratoire de recherche sur l'azote fixe. En 1939, il rejoint l'Institut du cancer comme un chimiste chevronné. Il a dirigé le laboratoire de cytochimie lorsqu'il a pris sa retraite en 1974. Il a également enseigné la biochimie à la Cornell University Medical School (en) de 1939 à 1941. Il était maître de recherche à l'Université George Washington. Burk était un ami proche d'Otto Heinrich Warburg, avec qui il a co-écrit plusieurs articles Il a été co-développeur du prototype du scanner à résonance magnétique,. Burk a publié plus de 250 articles scientifiques au cours de sa vie. Il devint plus tard chef du secteur de cytochimie de l'Institut national du cancer en 1938, bien qu'il soit souvent pris pour le chef de l'ensemble de l'installation.

### Retraite
Après avoir pris sa retraite du NCI en 1974, Dean Burk est resté actif. Il s'est consacré à l'opposition à la fluoration de l'eau,. Lui et un coauteur ont publié une analyse de la mortalité par cancer dans 10 villes qui ont fluoré l'approvisionnement en eau potable et 10 qui ne l'ont pas fait. Le document a été critiqué pour avoir utilisé un regroupement trop large et fait des hypothèses sur les variations de la composition raciale des villes. Des épidémiologistes de l'Institut national du cancer ont analysé les résultats et n'ont trouvé aucune augmentation significative de la mortalité par cancer associée à la fluoration,.